# Brad Dexter
Brad Dexter (en serbio: Бред Декстер, Bred Dekster) (Goldfield, Nevada, 9 de abril de 1917 - Rancho Mirage, California, 12 de diciembre de 2002) fue un actor serbo-estadounidense, conocido por su papel de Harry Luck en Los siete magníficos. Nacido en Goldfield, Nevada con ascendencia serbia. Corpulento, oscuro y atractivo, por lo general daban a Brad Dexter papeles secundarios de carácter rudo. Comenzó su carrera bajo el nombre de "Barry Mitchell". 
Durante esos años fue boxeador aficionado mientras estudiaba interpretación en el Teatro Pasadena. Durante la Segunda Guerra Mundial se alistó en el Cuerpo de Aviación del ejército estadounidense apareciendo en filmes como Winged Victory. Su carrera en Hollywood duró más de cuatro décadas. Otras películas en las que apareció fueron Last Train from Gun Hill, Kings of the Sun, o Johnny Cool.
También fue conocida su amistad con el cantante y actor Frank Sinatra a partir de 1964 cuando presumiblemente lo salvó de un ahogamiento. Sinatra nadaba en la playa junto a su pareja cuando comenzó a ser arrastrado por la corriente. Dexter inmediatamente saltó en su ayuda y fue capaz de salvar la vida de ambos. A partir de entonces apareció en algunas películas con Sinatra, como Von Ryan's Express en el papel de Sargento Bostick o None But the Brave. La relación se enfrió, según Dexter, porque Sinatra nunca reconoció que Dexter le había salvado anteriormente la vida.
Falleció en Rancho Mirage, California, de enfisema.